# サンブーカ・ディ・シチーリア
サンブーカ・ディ・シチーリア（イタリア語: Sambuca di Sicilia）は、イタリア共和国シチリア自治州アグリジェント県にある、人口約5,800人の基礎自治体（コムーネ）。

## 地理

### 位置・広がり

#### 隣接コムーネ
隣接するコムーネは以下の通り。括弧内のPAはパレルモ県所属を示す。
- ビザックイーノ (PA)
- カルタベッロッタ
- コンテッサ・エンテッリーナ (PA)
- ジュリアーナ (PA)
- メンフィ
- サンタ・マルゲリータ・ディ・ベーリチェ
- シャッカ

## 文化・観光
「イタリアの最も美しい村」クラブ加盟コムーネである。